# Spin-offs de Jurassic Park
De la saga de novel·les i adaptacions al cinema de Jurassic Park, n'han sorgit diversos spin-off derivats escrits per Scott Ciencin, Jurassic Park Adventures: Survivor publicat el 12 de juny del 2001, Jurassic Park Adventures: Prey el 23 d'octubre de 2001 i Jurassic Park Adventures: Flyers el 26 de març de 2002.

## Jurassic Park Adventures: Survivor
És la primera part de la saga de llibres de Jurassic Park Adventures book de Scott Ciencin. Es basa en la pel·lícula de Jurassic Park III i explica la història del supervivent Eric Kirby en l'Illa Sorna, des del moment en què es queda atrapat allà, fins a l'arribada, vuit setmanes després, d'Alan Grant i els altres.
El llibre revela que Amanda Kirby (la mare de l'Eric) i el seu nou nòvio Ben Hildebrand, havien planejat viatjar a Costa Rica i portar a l'Eric cap a l'Illa Sorna, l'emplaçament B llegendari de Jurassic Park.
Desafortunadament, en Ben i l'Eric tenir un accident en parapent i acaben atrapats a l'illa. En Ben mor després d'haver estat ferit en l'accident, i l'Eric es veu obligat a abandonar quan els dinosaures comencen a rondar per la zona.
A partir d'aquest moment, ha de sobreviure per si mateix, amb l'enginy dels depredadors temibles (i alguns herbívors agressius) de l'illa.
Després de ser ferit per un Ankylosaurus i expulsats per una colla de dinosaures, l'Eric troba edificis antics d'InGen, quan decideix amagar-se. Per desgràcia, aquest lloc és un niu de velociraptors, i gairebé l'assassinen.
Més tard, decideix buscar un búnquer de comunicacions per demanar ajuda. No obstant això, acaba atrapat enmig d'una furiosa batalla entre un gran grup d'aus rapinyaires i una bandada d'iguanodons, i finalment sacrifica la seva última oportunitat per obtenir ajuda, per tal d'ajudar un Iguanodon jove que s'havia fet amic abans.
Després d'això, torna a la selva sabent que potser s'hi passarà la resta de la seva vida.
El llibre revela algunes coses interessants sobre d'InGen, Jurassic Park i els seus dinosaures, i també sobre el personatge principal, per exemple:
- Es revela que la fauna original de l'illa ha sobreviscut malgrat la introducció dels dinosaures, incloent peresosos, quetzals i serps.
- Sembla que la població de dinosaures no és tan equilibrat com es pensava anteriorment, i les aus rapinyaires solen en realitat mantenir els ramats d'herbívors presoners en una vall, de manera que puguin caçar-los més fàcilment.
- Es revela com l'Eric va aconseguir l'orina de tiranosaure i també l'urpa de Velociraptor que mostra l'Alan Grant en la pel·lícula.
- Els Iguanodons es presenten en aquest llibre, un d'ells es fa amic de l'Eric, i li posa el nom de "Iggy".
- Un Pteranodon es descriu que vola al voltant de l'illa, encara que en la pel·lícula, tots els Pteranodons estaven captius. El Pteranodon és finalment capturat per un T-Rex.
- Es va posar de manifest que el més probable, en Ben va morir a causa d'una lesió interna, no pas devorat pels dinosaures.
- Els dinosaures que apareixen al Survivor són Triceratops, Ankylosaurus, Velociraptor, Compsognathus, Tyrannosaurus, Diplodocus, Pteranodon i Iguanodon. L'Spinosaurus, tot i que està present en la pel·lícula de Jurassic Park III, no apareix en el llibre, però l'Eric indica en la pel·lícula que l'orina de Tyrannosaurus havia atret a "un dinosaure enorme amb una vela a l'esquena".
- Scott Ciencin suggereix que la raó de l'aparició de Velociraptors semblants a Deinonychus, i les dents del Pteranodon, és que el més probable siguin els mals resultats dels científics Ingen, que han tingut amb l'ADN de dinosaure en la creació de Jurassic Park.

## Jurassic Park Adventures: Prey
La segona part, presumptament es basa en Jurassic Park III, el llibre explica la història d'un grup d'adolescents que acaben encallats a l'illa Sorna, mentre que Alan Grant i Eric Kirby estan de tornada.
Prey revela que l'Alan Grant forma part d'un projecte de l'ONU per protegir els dinosaures de l'Illa Sorna. Està (sense voler-ho en el fons) obligat a romandre a l'illa amb la coordinació d'un equip de científics i altres experts, i es va decidir tornar l'equilibri a l'ecosistema mitjançant la reubicació dels dinosaures d'alguns depredadors a altres parts de l'illa.
En aquesta història, l'Eric Kirby fa xantatge a l'Alan Grant perquè el deixi anar a l'illa. L'Alan accedeix, però enganya a l'Eric i el porta durant l'època de Nadal on no hi ha operacions succeint a l'illa.
Mentrestant, un grup d'adolescents liderat per un nou de 18 anys amb nom de Simon Tunney aterra a l'illa i tracta de rodar una pel·lícula, de manera que es converteixen en celebritats (igual que l'Eric, pel que sembla, després d'escriure "Survivor").
Simon està obsessionat a convertir-se en una rica celebritat, fins i tot, això significa posar en perill als seus companys.
En adonar-se'n d'això, en Grant i el seu equip va a la selva i tracta de trobar-los, mentre que l'Eric escapa i els troba.
Els adolescents després provoquen un grup de Triceratops, i els ataquen, però l'Eric els fa allunyar imitant a un Velociraptor.
L'Eric tracta de convèncer en traslladar-se a la base d'en Grant, però en Simon es nega per temor que en Grant els confisqui el material rodat, i continuen el seu viatge. Enfurit, l'Eric els segueix, sabent que està entrant en el territori dels grans depredadors.
Més tard, els grups de Simon i Grant són atacats per tres Carnotaures. En Grant s'adona que el líder del grup té una vendetta personal contra ell i s'escapa del grup per salvar els altres.
No obstant això, el carnotaures persegueixen els adolescents i gairebé acaben amb un d'ells (el germà petit de Simon, que es sacrifica en lloc del material rodat valuós). Eric salva el nou en l'últim moment i els carnotaurs estan dominats per l'equip complet de Grant. Amb l'evidència del vídeo gravat del seu comportament, Simon es troba ara atrapat i el porten a la presó mentre que Grant lloa de valentia Eric i li permet convertir-se en un membre temporal del seu equip.

## Jurassic Park Adventures: Flyers
És la tercera i última part de la saga de Jurassic Park Adventures de Scott Ciencin. S'hi explica la història dels Pteranodons que van abandonar l'Illa Sorna al final de Jurassic Park III.
La història és inusual, ja que s'explica en part des del punt de vista dels animals. Els pteranodons que es va escapar de Sorna s'han detectat a tot el món i ara estan a Florida.
Coincidentment Alan Grant i Eric Kirby estan convidats a anar a Universal Studios a Orlando per parlar de les seves aventures a les illes.
Per desgràcia, el Pteranodons se senten atrets pels llacs al parc i decideixen quedar-s'hi, causant estralls i ferits per volar amb ells i llençar-s'hi a l'aigua.
Amb l'ajuda d'Amanda Kirby i un periodista anomenat Manly Wilks, Alan i Eric tracten de capturar els pteranodons per tornar a l'illa abans de ser sacrificats per les autoritats Florida.
El pteranodons destrueixen algunes de les atraccions del parc i maten a dos pilots d'helicòpter, abans de ser finalment capturats.
En Manly intenta quedar-se amb un d'ells per fer famós, però l'Amanda li colpeja deixant-lo fora de combat i tots els rèptils són retornats a l'illa, enganyant-los amb un avió disfressat de Pteranodon.